# Шералі-хан
Шералі (Шер-Алі)-хан (узб. Sheralixon; 1789/1794 — 1844) — 13-й хан Кокандського ханства в 1842—1844 роках.

## Життєпис
Походив з династії Мінгів. Син Саїд Мухаммед Хаджи-бій, стриєчний брат Алім-хана і Умар-хана. Народився між 1689 та 1794 роками в Ахсікеті. Про молоді роки нічого невідомо.
Після захоплення у 1842 році Коканда бухарськими військами очолив боротьбу за відновлення незалежності. В цьому йому значну допомогу надав Мусулман-Кул, вождь кипчаків. Також підтримали Шералі киргизькі племена. Невдовзі Мусулман-Кул захопив та вбив бухарського намісника Ібрагим-дадаху, поставивши Шералі новим ханом. Останній поступово повертав під владу колишні землі Кокандського ханства, ведучи постійну війну з Насруллою, бухарським еміром. 1843 року було відвойовано Ташкент.
Втім при дворі хана постійно точилася боротьба між киргизами і кипчаками. Зрештою 1844 року киргизький вождь Алай за підтримки осідлої знаті повалив Шералі-хана, поставивши замість нього Мурад-хана.